# آلبرتو میچلوتی
آلبرتو میچلوتی (انگلیسی: Alberto Michelotti; ۱۵ ژوئیهٔ ۱۹۳۰ – ۱۸ ژانویهٔ ۲۰۲۲) بازیکن فوتبال اهل ایتالیا بود.
از باشگاه‌هایی که در آن بازی کرده‌است می‌توان به باشگاه فوتبال پارما اشاره کرد.